# كاثرين درايسديل
كاثرين درايسديل (بالإنجليزية: Kathryn Drysdale)‏ هي ممثلة بريطانية، ولدت في 1 ديسمبر 1981 في ويغان في المملكة المتحدة.

## أعمال

### أفلام
- (2004) فانيتى فير[4][5]

## وصلات خارجية
- كاثرين درايسديل على موقع IMDb (الإنجليزية)
- كاثرين درايسديل على موقع ميوزك برينز (الإنجليزية)
- كاثرين درايسديل على موقع قاعدة بيانات الفيلم (الإنجليزية)